# Strontkar

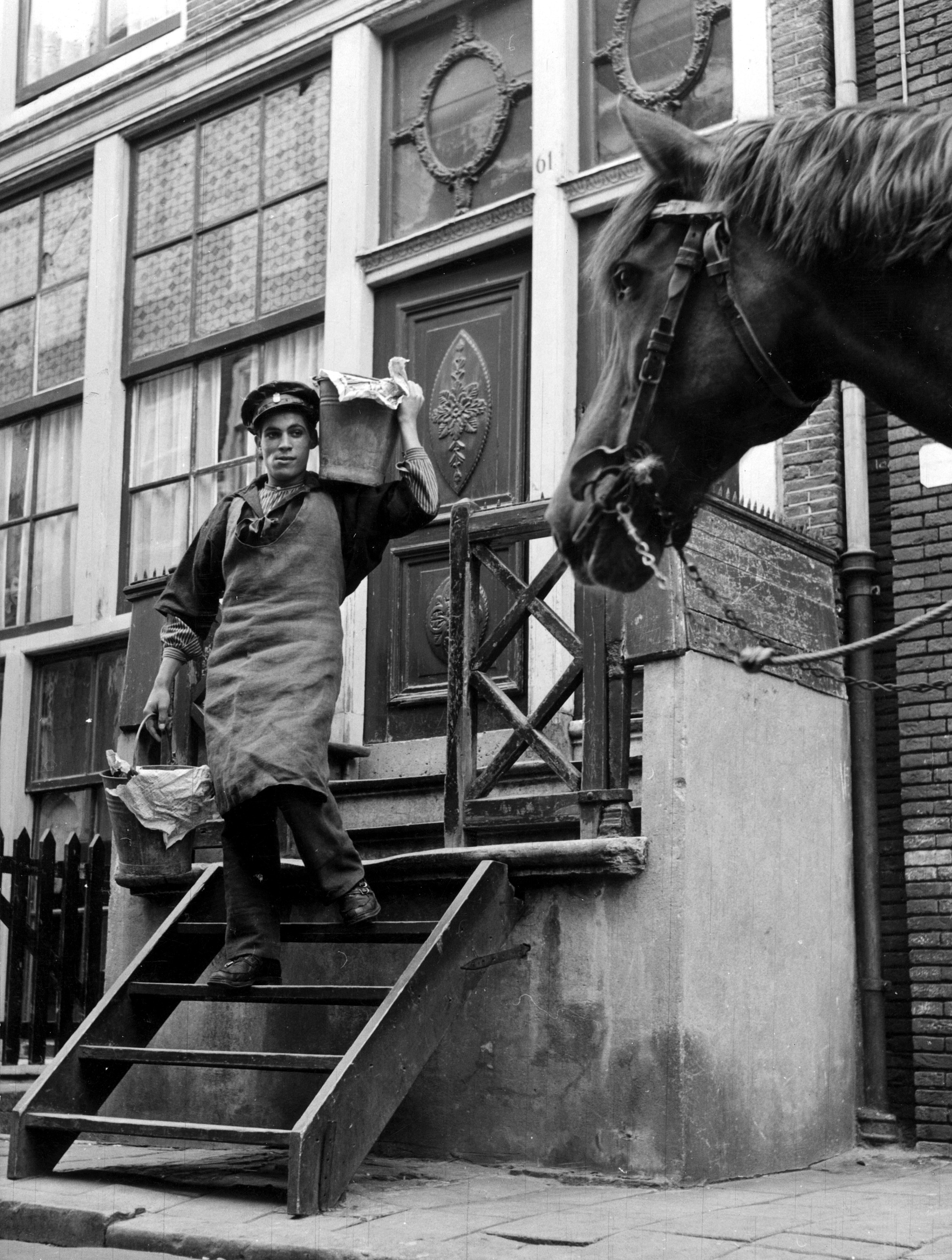
Een stronttonnetjesschepper heeft twee emmers met uitwerpselen opgehaald uit een huis in de Jordaan in Amsterdam (1953)

Een strontkar of beerwagen was een – meestal houten – kar waarmee in de stad urine en ontlasting werd opgehaald. De strontkar ontstond in de 19e eeuw en verdween met de komst van het riool en toilet.
Voor de 19e eeuw deed men de behoefte gewoon buiten of gooide emmertje poep in een gracht, sloot of beerput. Met de industrialisatie nam de stedelijke bevolking sterk toe. De stank in de steden werd vooral 's zomers ondraaglijk. Gemeenten besloten daarom poep op te halen. Dit gebeurde met een strontkar of beerwagen. De emmers poep werden dagelijks opgehaald. Met de riolering en wc's verdween de strontkar uit het straatbeeld.
Voor woningen die niet zijn aangesloten op een riolering kan het toiletafvalwater worden opgeslagen in een septic tank die regelmatig wordt leeggezogen door een gecombineerde rioolwagen of mesttank, de moderne versies van een beerwagen.
De strontkar werd ook wel ironisch de Boldootkar genoemd. Boldoot was in vroeger jaren een bekend eau de cologne merk. Dit heeft een weerklank in de ironische benaming in Engelstalige landen, de honey wagon.

## Uitdrukkingen
- Het gezegde "Je wordt eerder door een strontkar overreden dan door een koets" wil zeggen dat je eerder kritiek krijgt van minderen dan van meerderen of dat je eerder kritiek krijgt dan complimenten.
- De vraag "Heb ik met de strontemmer gerammeld?" is een manier om aan te geven dat men niet zit te wachten op een opmerking van de 'strontophalers'.